# 熊本市立御幸小学校
熊本市立御幸小学校（くまもとしりつ みゆきしょうがっこう）は、熊本県熊本市南区御幸笛田七丁目にある公立小学校。

## 沿革
- 1873年（明治6年） - 樹辺小学校創立
- 1875年（明治8年） - 笛田小学校創立
- 1902年（明治35年） - 木部小学校と笛田小学校と合併して部田小学校と改称する
- 1910年（明治43年） - 部田村を御幸村と改称し、御幸尋常小学校と改める
- 1941年（昭和16年） - 御幸国民学校と改称。
- 1947年（昭和22年） - 飽託郡御幸村立御幸小学校と改称。
- 1953年（昭和28年） - 熊本市と合併し、熊本市立御幸小学校に改称

## クラブ活動

### 運動部
サッカー部

### 文化部
なし

## 著名な出身者
- 高山久（元プロ野球選手）
- 松本大輝（元プロサッカー選手）